# St Catharine's College (Cambridge)

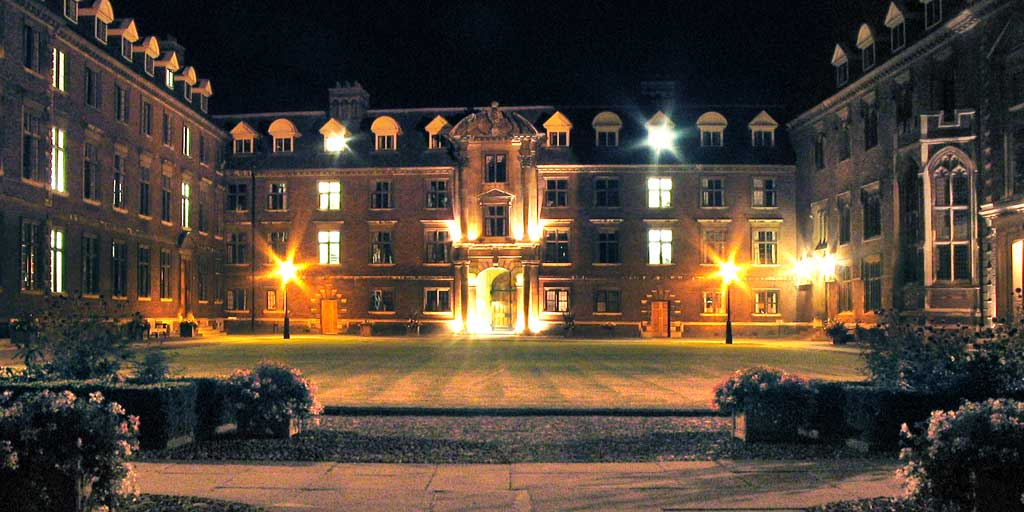
St Catharine's College bij nacht

St Catharine's College, ook wel "Catz" genoemd, is een van de colleges die gezamenlijk de Universiteit van Cambridge vormen. Het college is genoemd naar Catharina van Alexandrië. Het is het zustercollege van het Worcester College, Universiteit van Oxford.

## Geschiedenis
St Catharine's College is qua ouderdom het tiende college in Cambridge. Het werd officieel op 25 november 1473 opgericht door Robert Woodlark. De oorspronkelijke naam was Katharine Hall. In 1860 kreeg het instituut zijn huidige naam: St Catharine's College. In 1969 werden voor het eerst vrouwelijke studenten toegelaten en in 2006 werd Jean Thomas D.B.E. als eerste vrouwelijke Master benoemd.

## Bekende alumni
- Leo Genn, 1905-1978, acteur
- Peter Hall, 1930, regisseur
- Rebecca Hall, 1982, actrice
- Joanne Harris, 1964, schrijfster
- Malcolm Lowry, 1909-1957, dichter en prozaschrijver
- Nevil Maskelyne, 1732-1811, astronoom
- Ian McKellen, 1939, acteur
- Ben Miller, 1966, schrijver, acteur
- Jeremy Paxman, 1950, journalist en presentator
- Tunku Abdul Rahman, 1903-1990, premier van Maleisië tussen 1957 en 1970
- John Ray, 1627-1705, botanicus
- James Shirley, 1596-1666, dichter en toneelschrijver
- Terence Young, 1915-1994, filmregisseur